# Nick Weber
Nick Weber (Lippstadt, 4 mei 1995) is een Duits voetballer die als aanvaller speelt. Hij verruilde in augustus 2013 FC Nürnberg II voor Borussia Dortmund II.

## Clubcarrière
Weber speelde in de jeugd voor Germania Esbeck, SV Lippstadt 08 en Borussia Dortmund. In juli 2013 trok hij naar FC Nürnberg II. Reeds na twee maanden keerde hij terug naar Borussia Dortmund om persoonlijke redenen. Op 3 september 2013 debuteerde hij voor Borussia Dortmund II, in de 3. Liga tegen MSV Duisburg. 

## Interlandcarrière
Weber scoorde twee doelpunten in twee interlands voor Duitsland -18.